# ウィーン国際園芸博覧会 (1974年)
1974年のウィーン国際園芸博覧会（ウィーンこくさいえんげいはくらんかい, Internation Horticultural Exhibition of Vienna 1974）は、1974年4月18日から10月14日までオーストリアのウィーンで開催された国際園芸博覧会であり、博覧会国際事務局が認定した国際博覧会（特別博）である。会期中29ヶ国が参加し、260万人が来場した。